# Stracimir Gošović
Stracimir Gošović, hrvatski liječnik. Utemeljitelj je i višegodišnjeg voditelj Odjela za podvodnu i hiperbaričnu medicinu Instituta za pomorsku medicinu (IPM) u Splitu.